# Francisco Fajardo
Francisco Fajardo (* 1524 in Isla Margarita, Nueva Esparta; † 1564 in Cumaná) war ein venezolanischer Konquistador, der mehrere Dörfer in Venezuela gründete. 
Er war der Sohn des Leutnants Francisco Fajardo und Isabel, eine Indianerin der Guaiquerí-Ethnie. Im Jahr 1555 ging er zum Festland, um das Land der Caracas zu erobern. Er landete in Chuspa, kehrte aber kurz danach nach Margarita zurück. Zwei Jahre später reiste er wieder zum Caracasgebiet, diesmal mit seiner Mutter, die mit den Stämmen der Region Verbindungen hatte, und mit 100 Guaiquerí-Indianern. 
Im Jahr 1560 gründete Fajardo den Hof von San Francisco. Die Indianer der Region griffen aber den Hof ständig an. Dieser musste aufgegeben werden. Fajardo gründete auch das Dorf von El Collado, wo später Caraballeda entstehen würde. 
Als Lope de Aguirre in Margarita ankam, ging Fajardo dorthin, um die Insel zu verteidigen. Er ging wieder zum Caracastal zurück. Da die Kariben weiter seine Siedlung angriffen und er keine Unterstützung bekam, ging er wieder nach Margarita zurück. Im Jahr 1564 ging er nach Cumaná, wo der Richter Alonso Cobos ihn gefangen nahm und ihn hinrichten ließ.